# العدو الحميم (فلم)
العدو الحميم فيلم فرنسي جزائري إنتاج عام 2007 لـ فلوران إميلي ساري

## قصة الفيلم
الجزائر، جوان 1958.
تنطلق أحداث الفيلم العدو الحميم، من لحظة استلام الملازم تيريان قيادة فصيلة رابضة بقرية ثايذة بالقبائل الصغرى في جوان 1959، يأتي محملا بأفكار مثالية، فيصطدم بواقع مغاير يسير وفق منطق الحرب القذرة التي تجبر الجنود على ارتكاب جرائم على حساب المبادئ.
- -ويعمل الملازم تيريان رفقة الرقيب دونياك العسكري المحترف الذي شارك في حرب فيتنام، ولا يؤمن إلا بمنطق الحرب من أجل الحرب، حتى وإن تطلب ذلك تقتيل الأطفال والعجائز.[1][2][3] ونجده على وفاق تام مع ضابط المخابرات بيرثو (وهو أحد أنصار الجزائر فرنسية) الذي لا يدخر جهدا في إبداء الكراهية تجاه المجاهدين، إلى أن يتمكن هؤلاء من ذبحه رفقة جندي جريح، وتستغل هذه الصورة، لإبراز ما يقدمه الفيلم على أساس أنه قذارة الفلاقة وهي التسمية التي وصفة فرنسا بها جنود جيش التحرير الوطني أو المجاهدين.

وسرعان ما تنهار مثالية تيريان، حينما يكتشف أن الرقيب دونياك فرض منطق التجاوزات على سير العمليات العسكرية ضد الفلافة، وفي ما كان يدعو في البداية إلى احترام مبادئ الحرب، يتغير شيئا فشيئا، ويسير نحو التخلص من مثاليته تحت ضغط سير الأحداث، وقد اكتشف أنه لم يأت إلى الجزائر للحفاظ على النظام، بل من أجل القيام بحرب حقيقية، فيدرك في النهاية أن الذي يحاربه ليس الفلافة، بل الملازم دونياك الذي أوصل منطق الحرب إلى الهاوية، لذلك أخذ الفيلم تسمية العدو الحميم.

## خلاصة الفيلم
- -ولا يمكن اعتبار فيلم العدو الحميم كمحاولة لإماطة اللثام عن طابو الحرب، ودحض فكرة حفظ النظام التي بقيت رائجة إلى غاية سنة 1999، حيث اعترفت الدولة الفرنسية أن ما جرى في الجزائر بين 1954 و1962، كان عبارة عن حرب حقيقية. وتجاوز فلوران-إميليو سيري هذه الفكرة، فلم يترك جيش التحرير الوطني، إلا وحاول أن يلصق به صفات سلبية من أجل التشويه وإعطاء فكرة الحرب القذرة التي يبدو أنه دافع عنها، بعدا أكثـر شمولا. فقدم صورا سلبية عن ممارسات المجاهدين، الذين ظهروا كجماعة من المجرمين لا يرتدون لباسا عسكريا، بل نفس اللباس الذي يرتديه الإرهابيون، فأقدموا على إبادة سكان قرية ثايذة عن بكرة أبيهم. وفي لقطة أخرى تزداد شراسة المجاهدين، عندما نعرف أنهم أقدموا على وضع المدنيين الأبرياء تحت رحمتهم، فذبحوا ونكلوا بالأبرياء.

وفي مقابل بربرية المجاهدين، وجرائمهم، تنقلب صورة الجندي الفرنسي، وبالأخص الملازم تيريان الذي ينقذ طفلا صغيرا نجا من المجزرة التي ارتكبها الفلافة، فيرأف به ويأخذه معه إلى مركز القيادة، فيصبح أحد خدامه، يرافقه في كل العمليات العسكرية، بعد أن اكتشف نواياه الطيبة.
ولا نتعرف على المجاهدين خلال الفيلم، إلا عبر ما يحكيه الحركى المتواجدين في صفوف الفصيلة التي يقودها النقيب الملازم تيريان. وهؤلاء الحركى التحقوا بالجيش الفرنسي بعد أن اغتال المجاهدون أفراد عائلاتهم، مثلما هو الحال مع رشيد وسعيد (بطل معركة مونتي كاسينو الشهيرة خلال الحرب العالمية الثانية) فسعيد مثلا (الذي يتباهى بمشاركته في معركة مونتي كاسينو في إيطاليا في صفوف الجيش الفرنسي). ولما يأسر الجيش الفرنسي أحد المجاهدين-تمثيل فلاق- وهو مجاهد بدون اسم والشيء الوحيد الذي نعرفه عنه أنه شارك بدوره في معركة مونتي كاسينو، يخبر الحركي سعيد بأنه وجد نفسه بين نارين، نار الجيش الفرنسي، ونار الثورة، فاختار الثورة، لكنه ليس عن قناعة، كأنه أجبر على ذلك تجنبا للموت.
إن فيلم العدو الحميم لا يخرج عن نطاق الجهود الفرنسية الرامية إلى تشويه الثورة، رغم أن النص المقتبس منه والذي كتبه باتريك روتمان، يبرز لأول مرة تجاوزات الجيش الفرنسي في الجزائر، لكن المخرج فلوران إيمليو-سيري أراد أن يستنكر منطق الحرب، فنظر إلى المجاهدين والجنود الفرنسيين سواء بسواء.

## البطاقة التقنية
- - العنوان : العدو الحميم
- - المدير : فلورنت ايميليو سيرى
- - سيناريو : باتريك rotman
- - الإنتاج : شركة توزيع جديدة، ليه الافلام دو رف
- - الحوار : باتريك rotman
- - التكيف : فلوران سيري وباتريك rotman
- - مترجم القبيليه : كريم دنون
- - مدير تصوير : جوفاني fiore coltellacci
- - النوع : دراما، حرب
- - تاريخ الإصدار : فرنسا : 3 أكتوبر، 2007

## وصلات خارجية
- مقالات تستعمل روابط فنية بلا صلة مع ويكي بيانات

1. ↑  "L'ennemi intime". Metacritic. مؤرشف من الأصل في 2012-10-23.
2. ↑  "Intimate Enemies (2007)". Rotten Tomatoes. مؤرشف من الأصل في 2017-12-07.
3. ↑  "L'Ennemi intime". JP's Box-Office. مؤرشف من الأصل في 2016-10-22.